# Anders Schoubye
Anders J. Schoubye (født 19. februar 1978 i Roskilde) er en dansk skuespiller.

## Filmografi

### Film
| År   | Titel                         | Rolle              | Noter    |
| ---- | ----------------------------- | ------------------ | -------- |
| 1990 | Lad isbjørnene danse          | Lasse              |          |
| 1992 | Krummerne 2 - Stakkels Krumme | Hans               |          |
| 1995 | Operation Cobra               | Dan, Frederiks ven |          |
| 1998 | Pieces                        |                    | kortfilm |

### Tv-serier
| År   | Titel             | Rolle                 | Noter     |
| ---- | ----------------- | --------------------- | --------- |
| 1990 | Morfar ved muffen |                       |           |
| 1995 | Hjem til fem      | Lasse, Silkes kæreste |           |
| 1998 | Strisser på Samsø | Tage                  | afsnit 11 |

### Stemme til tegnefilm
| År   | Titel                  | Rolle                  | Noter       |
| ---- | ---------------------- | ---------------------- | ----------- |
| 1988 | Landet for længe siden | dinosaurungen Lillefod | hovedhollen |